# Provincia de Est, Zambia
Provincia de Est este o unitate administrativă de gradul I a Zambiei situată în partea estică a Zambiei. Reședința provinciei este orașul Chipata.

## Districte
Provincia de Est se subdivide, la rândul ei, în 15 districte:
| - Chadiza - Chama - Chasefu - Chipangali - Chipata - Kasenengwa - Katete - Lumezi - Lundazi - Lusangazi - Mambwe - Nyimba - Petauke - Sinda - Vubwi |